# 佐々木宏機
佐々木 宏機（ささき こうき、1942年2月25日 - ）は、日本の経営者。山陽特殊製鋼社長を務めた。

## 来歴・人物
広島県出身。1965年に早稲田大学政治経済学部を卒業し、同年に富士製鉄(現在の日本製鉄)に入社。1995年に取締役に就任し、1999年に常務を経て、2001年6月に山陽特殊製鋼副社長に就任し、1999年4月には社長に昇格。2007年6月には取締役相談役に就任。